# KFA 1000
Die KFA 1000 ist eine in der Sowjetunion um 1955 adaptierte, sehr langbrennweitige Satellitenkamera (Brennweite ~ 1 Meter). Sie dürfte ursprünglich in der militärischen Photogrammetrie und für Spezialaufgaben (hohe Bildflüge?) gedient haben und wurde zu Beginn des Raumfahrt-Zeitalters teilweise auch als astronomische Kamera (Astrograf) eingesetzt.
Im früheren Ostblock diente sie u. a. der Satellitentriangulation, doch kam es auch zu einigen Kooperationen mit westlichen Institutionen. Ihr Gegenstück in den USA ist die PC-1000 mit ebenfalls 1 m Brennweite.
Andere Kameras hatten kürzere Brennweite, z. B. die AFU 75 und die zur Vermessung von Raketenstarts verwendeten ballistischen Kameras.